# Velarifictorus urunga
Velarifictorus urunga är en insektsart som först beskrevs av Otte, D. och R.D. Alexander 1983.  Velarifictorus urunga ingår i släktet Velarifictorus och familjen syrsor. Inga underarter finns listade i Catalogue of Life.